# Emmental di Savoia

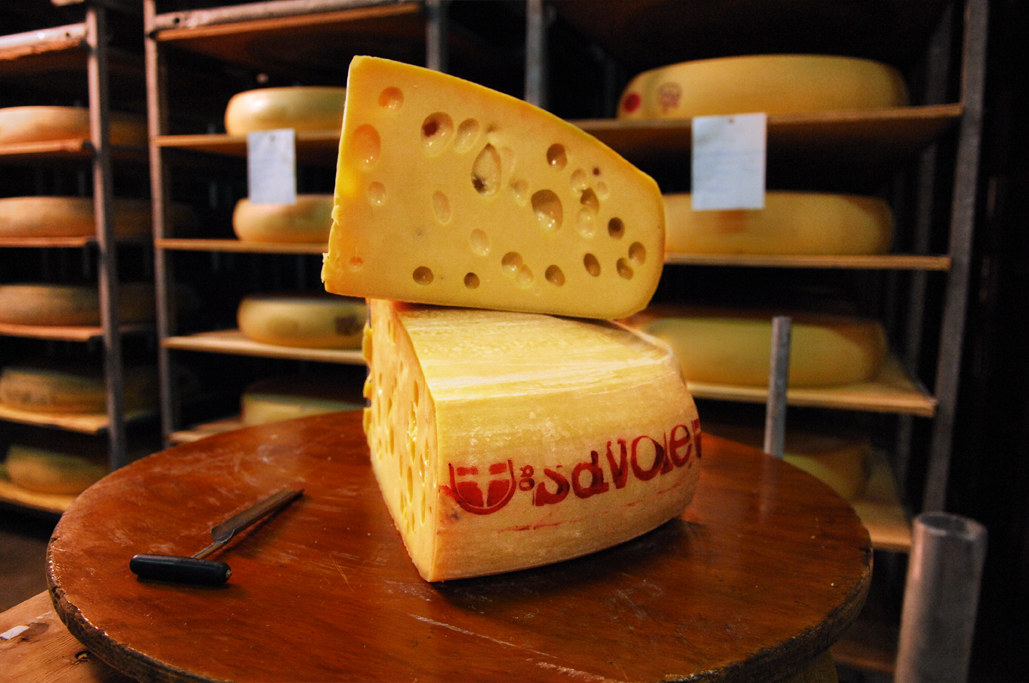
Emmental di Savoia nel locale di affinamento

L'Emmental di Savoia è un formaggio a pasta dura a base di latte vaccino crudo, prodotto in Francia e protetto con I.G.P.

## Storia
Pare che sia il più antico formaggio francese. All'inizio del XIX secolo nacquero piccole associazioni di produttori che conferivano al caseificio comune il loro latte, migliorando e uniformando così le loro produzioni. Poco tempo dopo, grazie alla scelta di riscaldare i locali, l'affinamento raggiunse ottimi risultati.
Nel 1908 erano attivi più di 400 caseifici; pur essendosi ridotti a tre, con 700 allevamenti conferenti, producono ancora circa 3 000 tonnellate annue di formaggio I.G.P.

## Zona di produzione
In Francia vengono prodotte industrialmente circa 245 000 tonnellate di emmental, di cui solo il 5% è certificato con l'I.G.P. "Emmental di Savoia", all'interno dei dipartimenti alpini della Savoia e dell'Alta Savoia e nei comuni di Anglefort, Corbonod e Chanay.

### Tutela
L'etichetta regionale "Savoie" nacque nel 1978; dal 1981 inizia la marchiatura con etichetta rossa "emmental grand cru".
Dal 1996 il formaggio è tutelato come I.G.P.

## Processo di produzione

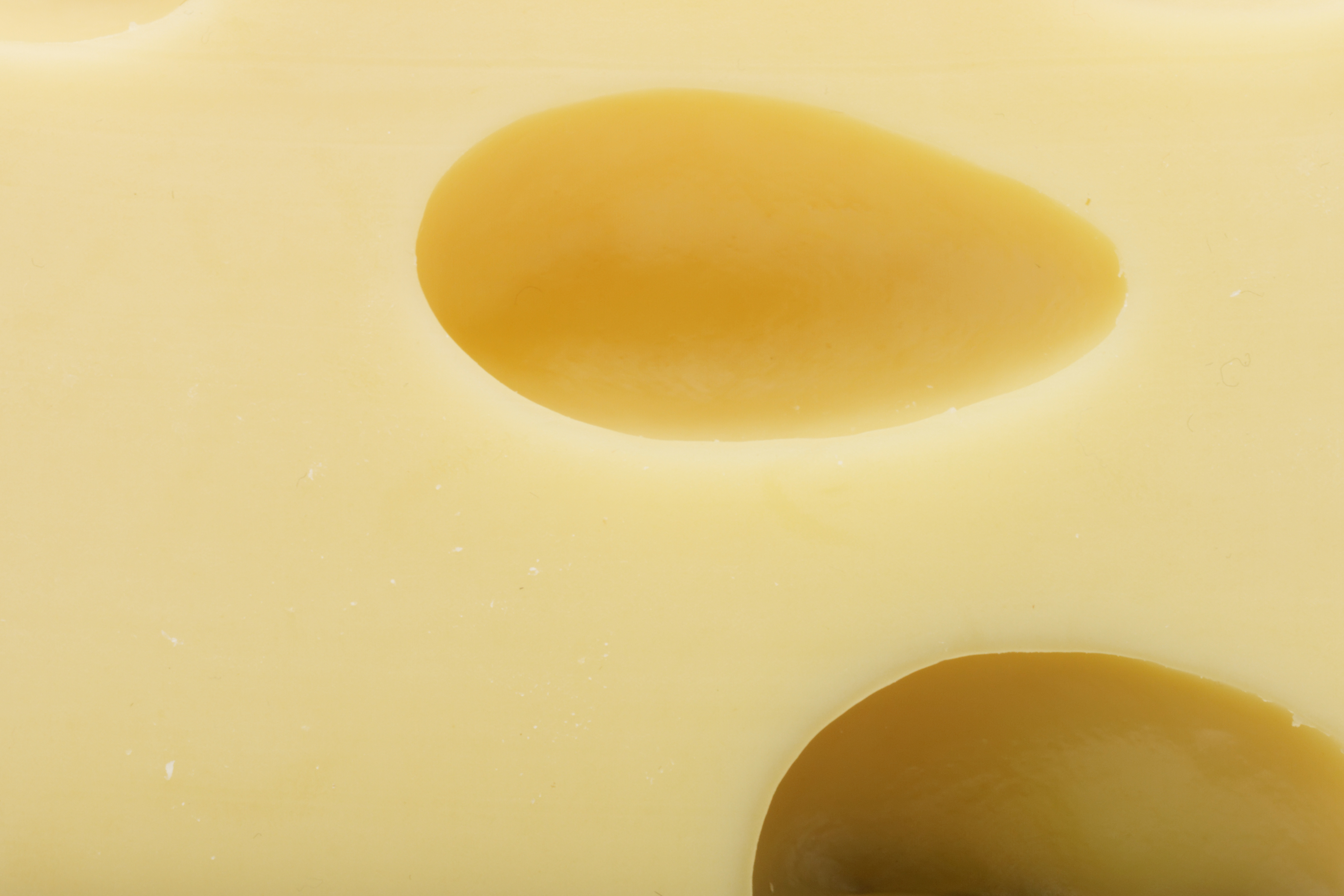
Occhiature dell'Emmental di Savoia

Almeno il 75% del latte deve provenire da vacche di razza Savoiarda, Abondance o Montbeliarde, nutrite con erbe e fieno provenienti dalla medesima regione e non può contenere OGM.
Per produrre una forma si utilizzano circa 850 l di latte, che vengono fatti cagliare alla temperatura di 32 °C. Dopo la rottura della cagliata si riscalda per un'ora a circa 53-54 °C. La forma viene pressata, messa in salamoia per 48 ore e infine lasciata maturare per un periodo tra i 75 giorni e i 12 mesi negli appositi locali a temperatura controllata.
La forma è un cilindro convesso e bombato del diametro di 75 cm e del peso di 75 kg. La crosta è variamente colorata, da giallo pallido a bruno. e reca impresso il marchio rosso "Savoie". La pasta è gialla chiara, di sapore delicato; le occhiature raggiungono le dimensioni di una noce.

## Commercializzazione e consumo
Benché siano molto diversi, ancor oggi l'Emmental di Savoia viene confuso con il Gruviera. Nella cucina tipica locale trova il miglior utilizzo nella fonduta savoiarda e nel gratin savoiardo.